# Mangaka
Un mangaka (漫画家) est un auteur ou une autrice de manga, type de bande dessinée codifié au Japon.
Les mangakas peuvent se partager le scénario et le dessin, comme Tsugumi Ōba et Takeshi Obata (Bakuman, Death Note et Platinum End) mais de nombreux mangakas, tels que Akira Toriyama (Dr Slump, Dragon Ball) ou Katsuhiro Ōtomo (Akira), ont les deux facettes.

## La profession au Japon
Au Japon, les œuvres des mangakas sont généralement publiées sous forme de feuilleton dans des magazines de prépublication de manga suivant différents rythmes de parution, en épisodes de dix à vingt pages, avant d'être finalement compilées en recueils nommés Tankōbon.
Les mangakas sont soumis à des rythmes de parution très rapides et ne bénéficient pas toujours d'une liberté totale sur leur œuvre. Selon la réception et le succès auprès du public, leurs éditeurs ou éditrices, avec lesquels les mangakas travaillent en étroite collaboration, peuvent leur demander de poursuivre ou d'arrêter le récit.
En 2009, 5 300 mangakas ont eu les honneurs d'un titre édité en tome relié au Japon, à comparer avec la situation du territoire francophone européen en 2011 : « Sur le territoire francophone européen, 1 749 auteurs de la création de bande dessinée ont publié au moins un album en 2011 », soit trois fois moins. La population japonaise (127 millions d'habitants), compte 5 300 mangakas, là où pour le territoire francophone européen existent 1 749 dessinateurs de bandes dessinées pour 70 millions d'habitants, soit une proportion 1,7 fois supérieure. Au Japon, le processus créatif des mangas a toujours été lié à une logique industrielle. On demande généralement aux mangakas une très grande productivité. Beaucoup d’entre eux doivent livrer en une semaine plus de vingt planches. Mais si leur manga fonctionne bien, ils peuvent devenir très riches (le pourcentage versé en droits d'auteur étant généralement bien plus élevé qu'en Europe[réf. souhaitée], et proportionnel à la notoriété du produit) et connaître la gloire en voyant leur série portée à la télévision, au cinéma… Le salaire moyen annuel d’un mangaka est estimé à 24 000 euros, soit un peu moins que celui d’un employé de société estimé à 35 000 euros.
Les mangakas travaillent généralement en indépendance mais s'accompagnent d'assistants ou d'assistantes qui les déchargent des parties les plus fastidieuses de la création d'un manga (dessin des personnages de second plan, des décors, remplissage des noirs, tramage/gommage des planches…). Généralement, la carrière d'un ou d'une mangaka commence d'ailleurs par l'assistance d'un ou d'une autre mangaka. L'éditeur est souvent très impliqué dans l'orientation des histoires, comme Takashi Nagasaki, devenu le scénariste de Naoki Urasawa.

## La profession en Europe
En France, il existe très peu de formations pour devenir mangaka. Certaines associations proposent des formations mais, généralement, les personnes désireuses de se lancer dans ce métier se forment en autodidacte.

## Les autrices

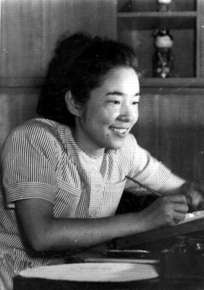
Machiko Hasegawa en 1950

Les autrices de manga ont été actives très tôt au Japon et contrairement à une idée reçue, elles ne sont pas, loin de là, actives uniquement dans le domaine du Shôjo. Parmi les précurseuses, on peut citer par exemple Toshiko Ueda (née en 1917), ou Machiko Hasegawa (née en 1920). La génération suivante d'autrices de manga commencera par Hideko Mizuno (née 1939) et Yoshiko Nishitani (née 1943), mais surtout les nombreuses membres du, dénommé a posteriori, Groupe de l'an 24, à savoir les autrices nées aux environs de 1949 et actives dès le début des années 1970. Parmi ces dernières se détache par son œuvre si particulière, l'artiste Moto Hagio (Fauve d'honneur du Festival international de la bande dessinée d’Angoulème en 2024). Née en 1957, Rumiko Takahashi, sera prénommée la « papesse des mangakas ». On lui doit les œuvres comme Maison Ikkoku (1980-87, adaptée en animation et diffusée en version française sous le nom de Juliette, je t'aime dans le cadre du Club Dorothée) et Ranma ½ (1987-1996). Elle a été primée par le Grand Prix au Festival international de la bande dessinée d’Angoulême en 2019. Il faut aussi mentionner le collectif CLAMP dont les membres sont nées à la fin des années 1960. Enfin parmi la troisième génération d'autrices de manga au Japon, on peut citer Akiko Higashimura (née en 1975) autrice de Trait pour trait (où elle raconte sa formation de mangaka) et de la série Le Tigre des neiges mais aussi Hiromi Arakawa (née en 1977) qui a créé la série Fullmetal Alchemist ou encore Koyoharu Gotōge (née en 1989) dont Demon Slayer avec 150 millions de tirages est entrée dans le top 10 des séries de mangas les plus vendus.
En Europe, parmi les autrices francophones, on peut relever les œuvres d'Elsa Brants (née en 1975), Yami Shin (née en 1988), Anaïs Eustache, ou encore Camille Moulin-Dupré. Parmi les mangakas germanophones, ce sont les autrices qui dominent le marché. On trouve parmi elles, nées en 1983, Inga Steinmetz (de) et Christina Plaka (de), puis Anike Hage (de) (née en 1985), Marie Sann (de) et Natalie Wormsbecher (de) nées en 1986. Parmi les mangakas italiennes, on peut relever Kira Yukishiro et Rossella Sergi (née en 1990). En Amérique du Nord, on peut noter les travaux de M. Alice LeGrow (en) (née en 1981) et de Nina Matsumoto (née en 1984).

## Mangas liés au métier
- Tsugumi Ōba (trad. Thibaud Desbief, ill. Takeshi Obata), Bakuman, Kana, 2010. (traduction de (ja) Tsugumi Ōba (ill. Takeshi Obata), バクマン。, Jump Comics,‎ 2009.) Ce manga raconte l'histoire de deux collégiens qui veulent devenir mangaka et révèle de nombreuses informations sur la profession.
- Yū Watase et Hiroyuki Lizuka, Dessinez le manga avec Yū Watase
- Yoshihiro Tatsumi, Gekiga hyōryū (劇画漂流?, « Un rescapé du gekiga »), Seirin Kōgeisha, 2008 (Une vie dans les marges, Cornélius, 2011) Fresque historique et autobiographique sur les débuts du gekiga, manga « d'auteur » né dans les années 1950.
- Tetsuya Chiba, Journal d'une vie tranquille, Vega-Dupuis, 2019.
- Akiko Higashimura (trad. Miyako Slocombe), Trait pour trait : Dessine et tais-toi!, Akata, 2020. (traduction de Akiko Higashimura, Kakukaku shikajika (série de manga), Shūeisha, 2012.) ce manga en 5 tomes est autobiographique est explique la formation de mangaka de l'autrice.